# Igazságszolgáltatás

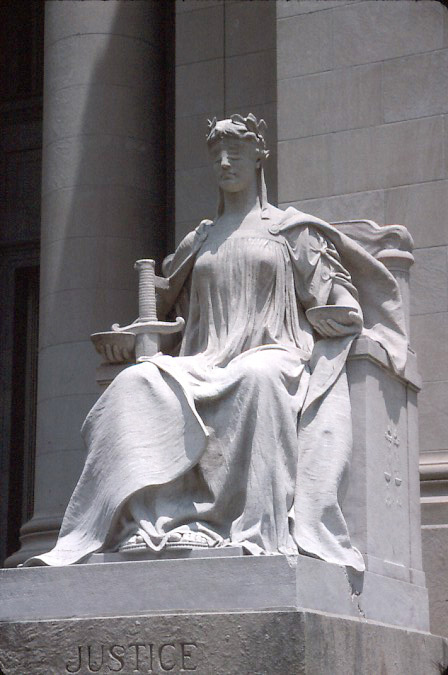
Iustitia, az igazságszolgáltatás szimbóluma. (szobor a Shelby megyei bíróságon, Memphisben, az Egyesült Államokban)

Az igazságszolgáltatás, vagy bírói szervezet a hatalmi ágak szétválasztásán alapuló rendszerekben a klasszikus három hatalmi ág egyike.
A bírói hatalom kizárólagos megtestesítője, olyan közhatalmi tevékenység, amely bírósági jogalkalmazás útján végleg eldönti az egyedi jogvitákat. 
A jogállamiság alkotmányos elve szerint az igazságszolgáltatási tevékenységet csak az állami bíróságok gyakorolhatják. Egyéb állami szervek, társadalmi szervezetek e célra létesített szervei, vagy magánszemélyek nem.
Működését számos elv határozhatja meg, amelyek általánosan használtak, vagy országonként különbözőek. Az igazságszolgáltatás egységének elve  például a törvény előtti egyenlőség elvéből és  a bírósági szervezet egységes felépítésének elvéből áll, vagy ilyen elv az ártatlanság vélelmének elve.

## További információ
- Ahol az igazságot mérik. (Adomák a biróság köréből és az ügyvédi életből). In: Gracza György: A nevető Magyarország. Bp, 1901. I. kötet. 263-290. old.